# Annette Postel

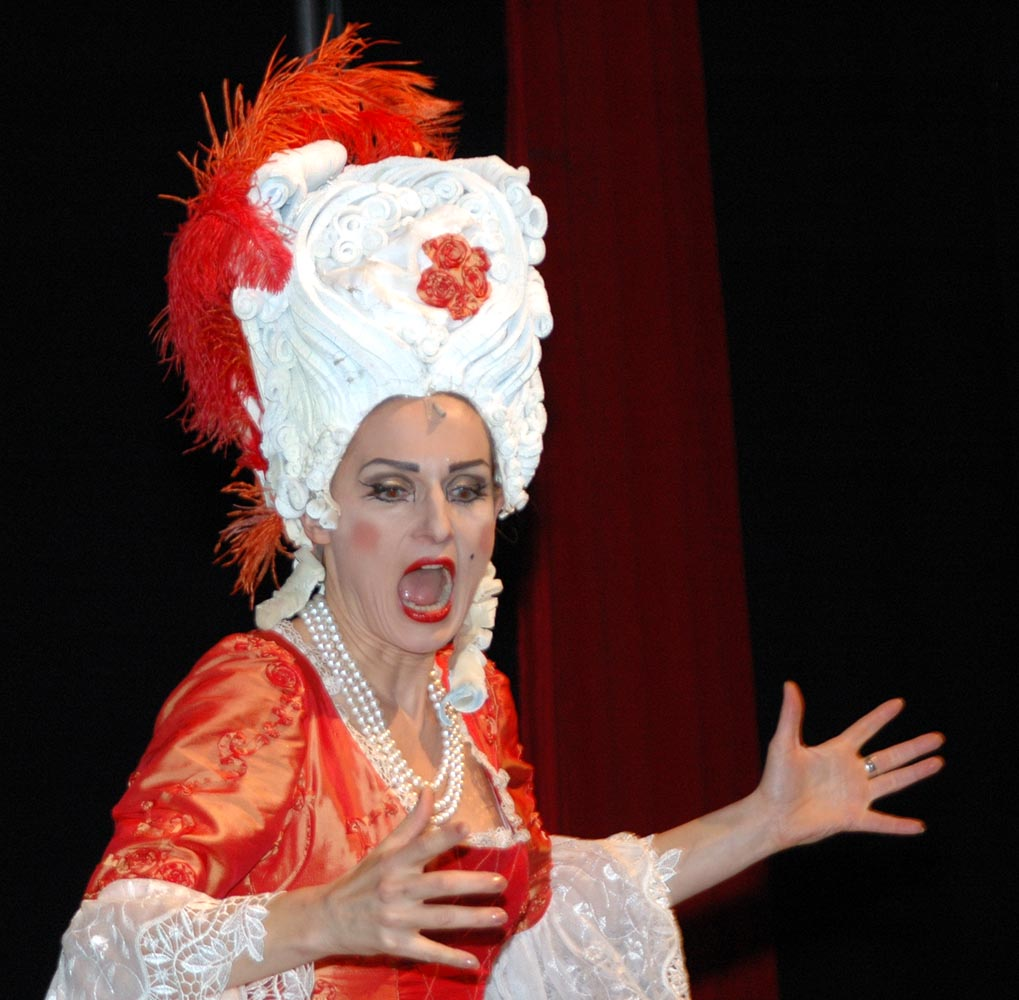
Annette Postel (2010)

Annette Postel (* 9. März 1969 in Ludwigshafen) ist eine deutsche Sängerin (lyrischer Sopran), Chansonsängerin, Entertainerin, Musikkabarettistin und deutschsprachige Operncomedienne (Opernsängerin mit Operncomedy, Musikkabarett und Opernparodie).

## Leben
Annette Postel wuchs als Tochter der Lehrerin Heide Postel und des evangelischen Pfarrers Gerhard Postel, in Nußdorf, einem Stadtteil von Landau in der Pfalz, auf. Sie sang in verschiedenen Chören und bekam mit 12 Jahren Gesangsunterricht bei Waltraud Hauck. Nach dem Abitur 1988 am Landauer Max-Slevogt-Gymnasium studierte sie klassischen Gesang und Gesangspädagogik an der Musikhochschule Mannheim und nach dem Studium (1994) privat am Mozarteum Salzburg bei Martha Sharp.
Postel verbindet ihre klassische Ausbildung mit Schauspiel und Kabarett, schreibt eigene Texte und Musikparodien und hat damit ihren eigenen Stil als Sängerin und Künstlerin entwickelt. Von der Kulturkritik wird sie auch als deutsche „Operncomedienne“ und „Tango-Commedienne“ bezeichnet. Zu ihrem Repertoire gehören eigene Chansons, Kreisler-Couplets, Weill-Songs, Operncomedy, Tangoparodien und anderes.
Daneben singt Annette Postel, die über ein Simmvolumen von vier Oktaven verfügt, im klassischen Sopranfach, Oratorien und Liederabende und arbeitet regelmäßig mit Orchestern wie dem WDR Funkhausorchester, der Deutschen Kammerakademie Neuss, dem Salonorchester der Deutschen Oper Berlin oder dem Quartett der Münchner Philharmoniker zusammen. Sie war zu Gast bei Festivals wie den Mosel-Musik-Wochen, dem Schleswig-Holstein Musik Festival, den Rheingau-Musiktagen, dem Mozartfest Würzburg, bei den Ruhrfestspielen 2019 und beim Eröffnungsfest der Salzburger Festspiele 2019.
Postel absolvierte Tourneen mit diversen Chanson- und Musikkabarettprogrammen (20er Jahre-Revuen, Operncomedy, Chanson, Musikkabarett, Tangocomedy, Salonmusik-Crossover), begleitet am Klavier, vom Salonorchester Schwanen oder dem Streichquartett der Münchner Philharmoniker. Ihr Tango-Comedy-Programm wird begleitet von Norbert Kotzan (Bandoneon) und Bobbi Fischer (Piano).
Postel veröffentlichte zehn CD und eine DVD und tritt regelmäßig in Radio- und Fernseh-Sendungen auf. Daneben moderiert sie Bälle und Events, u. a. mehrfach beim Opernball Karlsruhe, Theaterfestival, Chansonfestival Karlsruhe, Tuttlinger Krähe u. a.
Sie stand auf der Bühne unter anderem mit Lilo Wanders, Eckart von Hirschhausen, Jochen Malmsheimer, Bernhard Bentgens, Konstantin Wecker, Pigor & Eichhorn, Gunzi Heil, Jay Alexander und Marc Marshall, Philipp Scharri, Michael Krebs, Christoph Maria Herbst und Eva Mattes, Pe Werner, Florian Schroeder, Robert Kreis, Ulan & Bator, Eure Mütter und Roland Baisch, Udo Jürgens, Xavier Naidoo, Christoph Sieber, Male Diva, Evelyn Künneke, Bülent Ceylan, Alice Hoffmann, Detlev Schönauer, Bodo Bach, René Sydow, Christoph Sonntag und Özcan Cosar.
2020 moderierte sie den Wettbewerb Tuttlinger Krähe. Sie schrieb einen Chanson-Interpretations-Ratgeber und Kurzgeschichten, die 2021 auf CD erschienen.
Seit 2009 ist sie Jurymitglied für den Kleinkunstpreis Baden-Württemberg. Seit 2022 ist sie Gastdozentin für Chanson an der Musikhochschule Karlsruhe.
Annette Postel lebt in Edenkoben.

## Programme
- Benjamin, ich hab nichts anzuziehn (CD 1997)
- Champus violett: verliebt? (CD 1999)
- Kurtweilliges (CD 2001), (Songs und Lieder von Kurt Weill)
- Frau Sucht Mann (CD 2001)
- Blond (CD 2003), zusammen mit Gunzi Heil und Joe Völker
- Chanson purPur (CD 2005)
- Heut Nacht ist mir so Oh-la-la (CD: Das gibts nur einmal, 2006)
- sing Oper stirb! (DVD 2007)
- inteam mit dem SalonOrchester Schwanen (CD 2012)
- Champus Violett / Titanic2 (mit Münchner Philharmoniker-Quartett), Premiere 2012, Künstlerhaus München
- Ausziehn...Premiere 2013 Tollhaus Karlsruhe
- Heymann-Abend (mit Elisabeth Trautmann-Heymann / Lesung, Susanne Klar / Piano, SalonOrchester Schwanen, Hörbuch 2015, www.duo-phon-records.de)
- die Postel jubiliert (Best-of mit Sebastian Matz, Flügel und Bernhard Spranger, singende Säge), Premiere 2015 Tollhaus Karlsruhe
- Alles Tango oder was? (Tangocomedy mit Bobbi Fischer, Piano und Norbert Kotzan, Bandoneon, CD 2021)
- Affaire Mozart (Salonmusik-Crossover mit dem SalonOrchester Schwanen), 2 Premieren Nov. 2021: Tollhaus Karlsruhe und Rügen

## Auszeichnungen
- 1997: 1. Preis beim Bundeswettbewerb Gesang Kategorie „Chanson“[9]
- 1997: Förderpreis des Erika-Köth-Opernwettbewerbes[2]
- 2000: 1. Preis Lotte-Lenya-Gesangswettbewerb der Kurt-Weill-Foundation New York und der Kurt-Weill-Gesellschaft[10]
- 2002: Kleinkunstpreis Baden-Württemberg[11]
- 2010: Tuttlinger Krähe[12]

## Publikationen
- Chansons singen. Chanson-Kurs-Buch zur Erarbeitung, Interpretation und Präsentation von deutschsprachigen Chansons. Falter, 2021, ISBN 978-3-7541-4926-3.